# Casa Sapieha

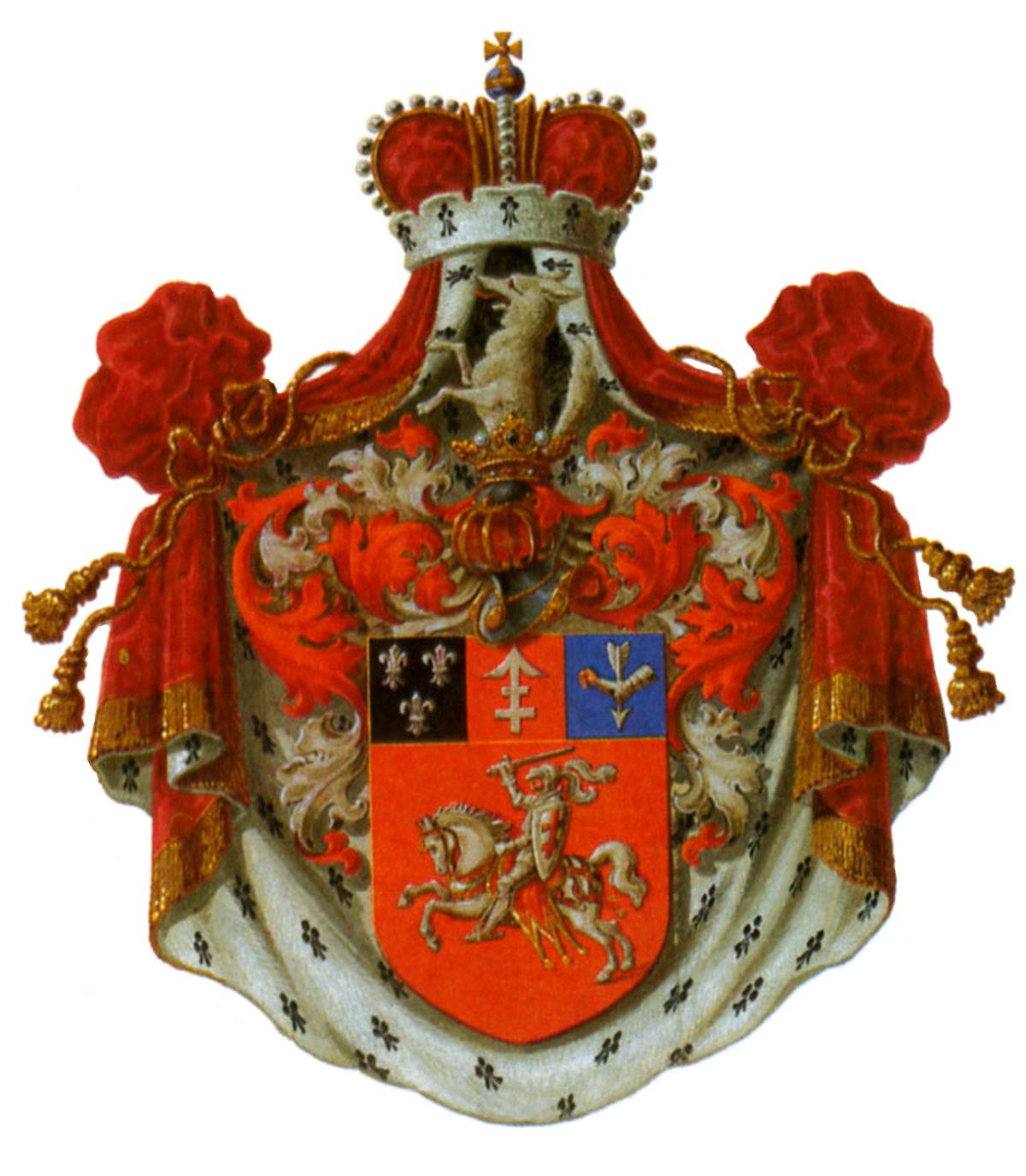
Armas principescas dos Sapiehas (1858 - 59)

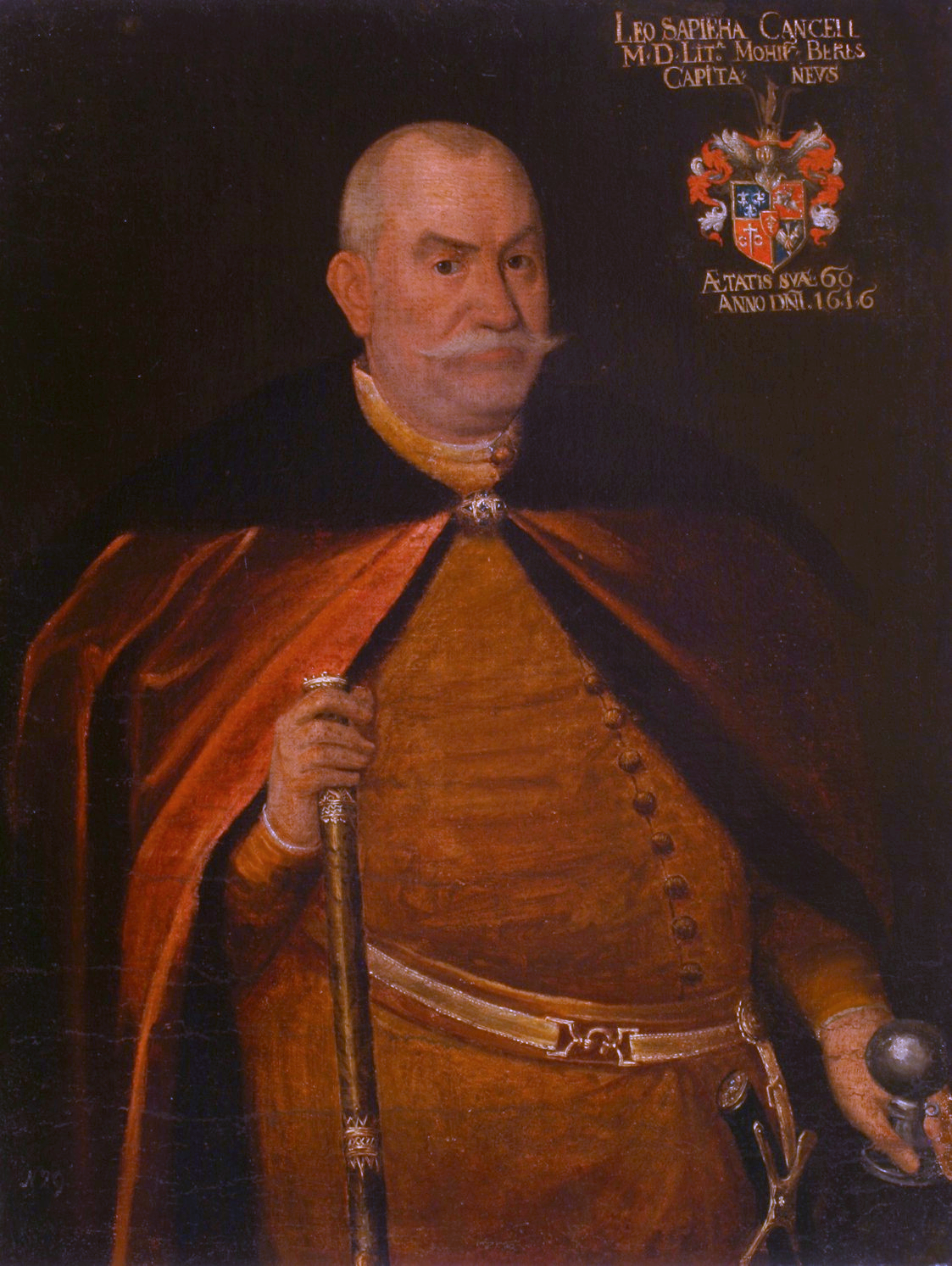
Lew Sapieha, o membro mais proeminente da família

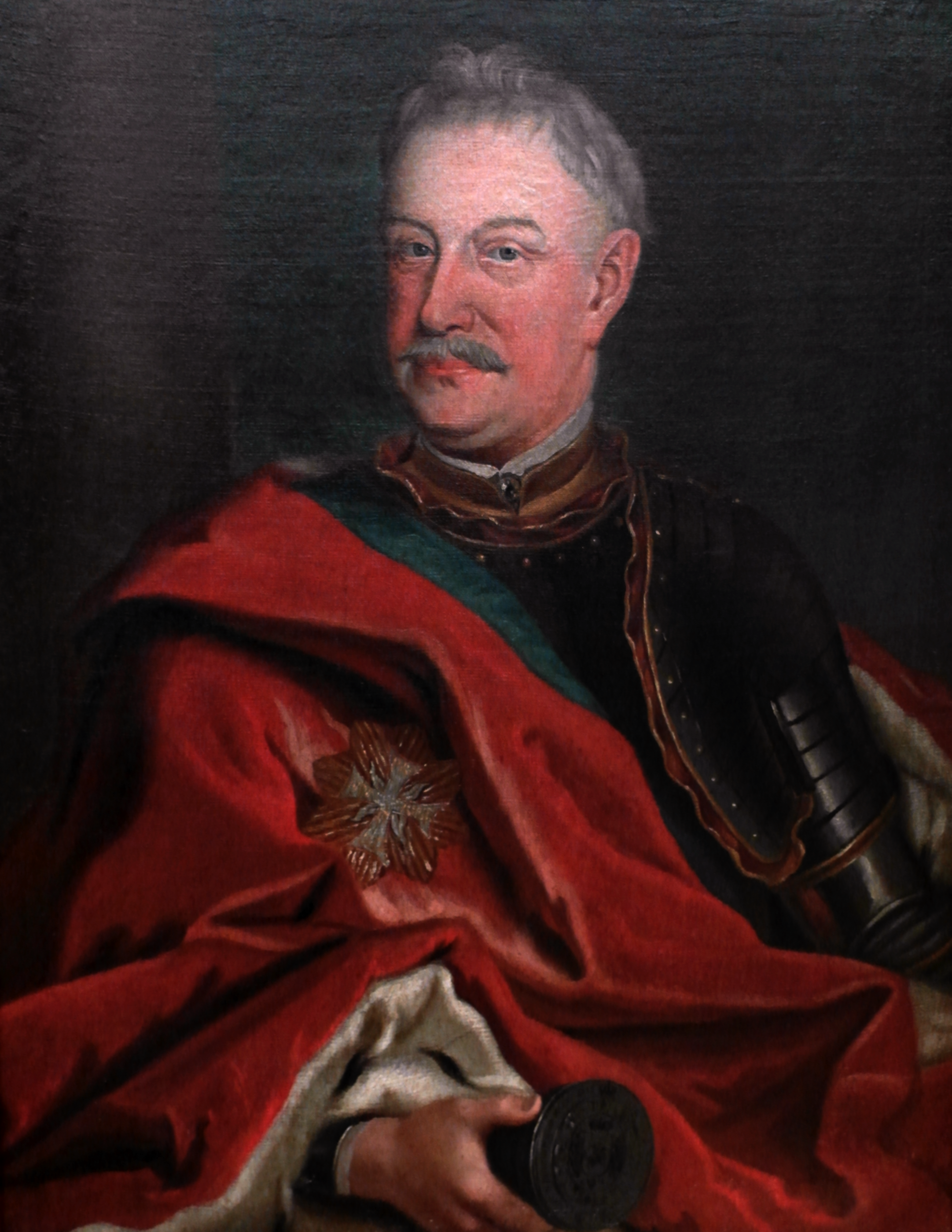
Jan Fryderyk Sapieha

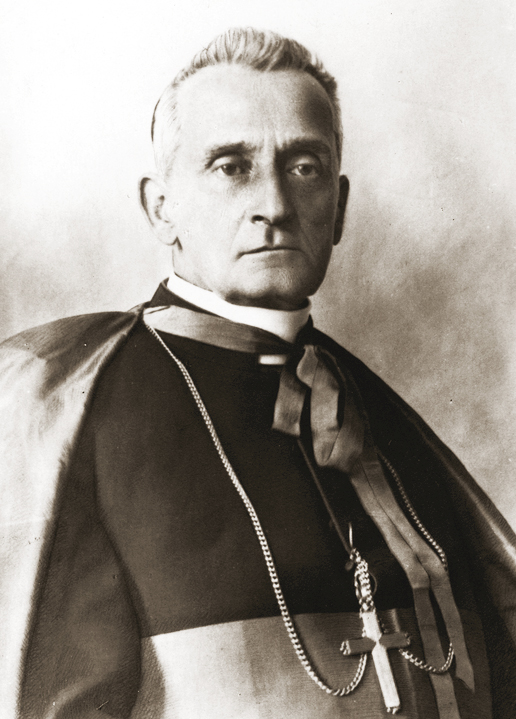
Adam Stefan Sapieha – Arcebispo de Cracóvia.

Sapieha (Lituano: Sapiega; em bielorrusso:  Сапега; russo: Sapeha) é uma família nobre e magnata polonesa-lituana de origem lituana e rutena, descendente dos boiardos medievais de Smolensk e Polotsk . A família adquiriu grande influência e riqueza na Comunidade Polaco-Lituana durante o século XVI.

## História
Os primeiros registros confirmados da família Sapieha datam do século XV, quando Semen Sopiha (em em bielorrusso: Сямён Сапега) foi mencionado como um escritor (escriba) do então Rei da Polônia e Grão-Duque da Lituânia, Casimir IV Jagiellon ( em polonês/polaco: Kazimierz IV Jagiellończyk ) para o período de 1441-49. Semen teve dois filhos, Bohdan e Iwan .
Possivelmente, a família de Semen Sopiha era proprietária da aldeia de Sopieszyno perto de Gdansk, da qual deixaram por causa da invasão teutônica. Sopieszyno é uma das aldeias mais antigas da Pomerânia. Os registros dizem que já nos séculos XI-XII era uma propriedade cavalheiresca. Foi então mencionada em 1399 como uma vila possuída em feudo por cavaleiros sujeitos à Coroa polonesa. Sua família poderia estar envolvida no comércio Báltico-Volga, como muitas famílias da Pomerânia. A família descendia de boiardos ucranianos sujeitos à Lituânia.
O criador da fortuna e poder da família Sapieha foi o Grande Chanceler e Grande Hetman da Lituânia, Lew Sapieha.
O título principesco do ramo Sapieha-Kodenski foi reconhecido na Polônia em 1572 e naÁustria-Hungria em 1845, enquanto o da linha Sapieha-Rozanski foi oficialmente reconhecido na Rússia em 1880.
Em 14 de setembro de 1700, Michał Franciszek Sapieha obteve o título de príncipe do imperador Leopoldo I, mas o título foi extinto após sua morte em 19 de novembro de 1700. Naquele ano, a família perdeu sua posição dominante no Grão-Ducado como resultado de sua derrota na Guerra Civil da Lituânia. Em 1768, membros da família Sapieha obtiveram o reconhecimento do título principesco do Sejm polonês. Após as partições da Polônia, a família apareceu na lista de pessoas autorizadas a ostentar o título de Príncipe do Reino da Polônia em 1824. O título foi reconhecido na Áustria em 1836 e 1840, e na Rússia em 1874 e 1901. Em 1905, a família obteve a qualificação de Alteza Sereníssima na Áustria.
A avó materna da rainha Matilde da Bélgica era uma princesa da casa de Sapieha.

## Brasão de armas
A família Sapieha usava o brasão polonês chamado "Lis".

Brasão de Lis
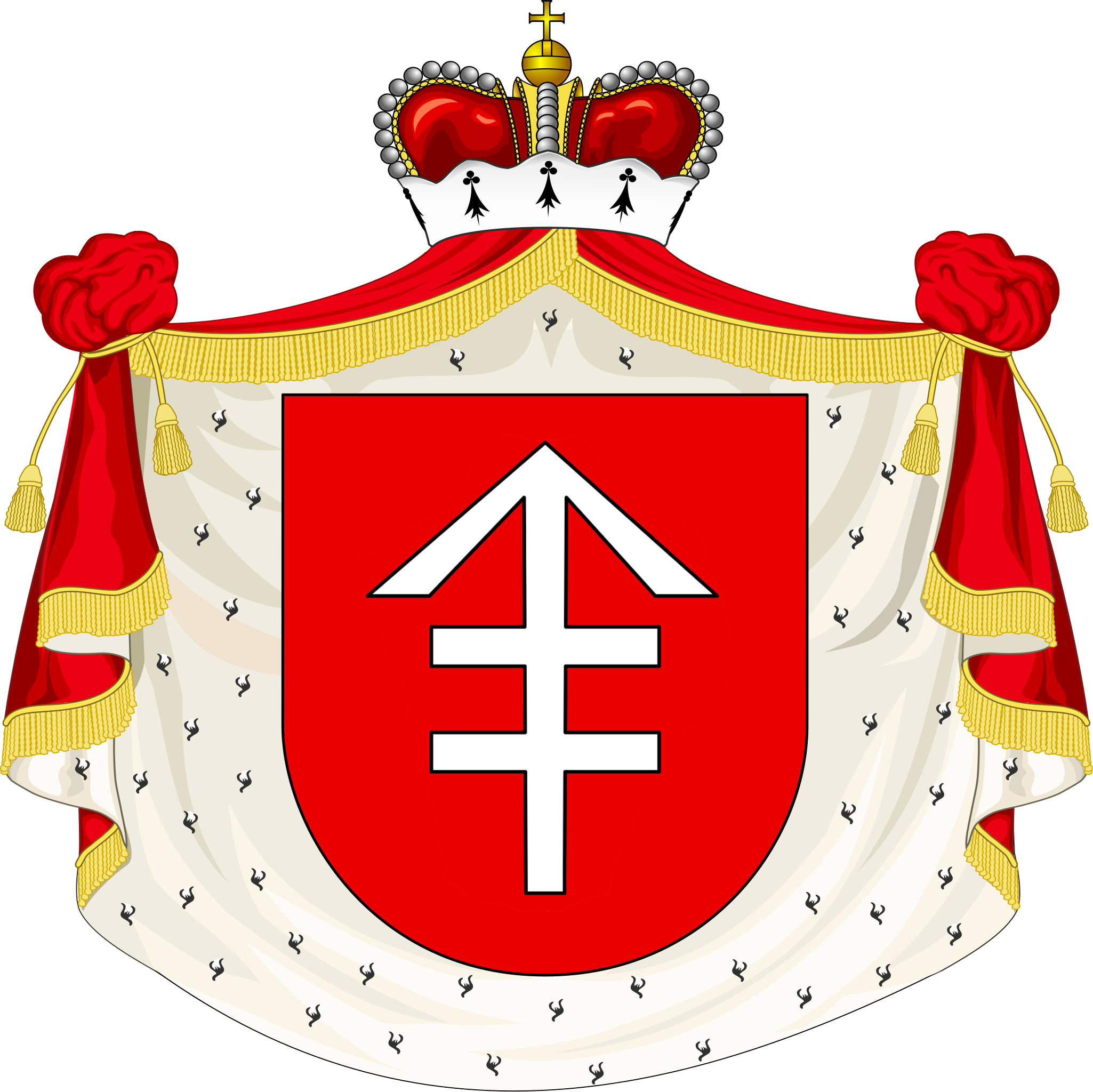
Armas originais dos Príncipes Sapieha
Braços posteriores dos Príncipes Sapieha (1858–1859)

## Membros notáveis
- Adam Stefan Sapieha (1867-1951), cardeal, arcebispo de Cracóvia;
- Adam Zygmunt Sapieha (1892-1970), cavaleiro e aviador;
- Aleksander Michał Sapieha (1730-1793), voivoda dePłock, hetman de campo da Lituânia, Grande Chanceler da Lituânia e marechal do Tribunal da Lituânia;
- Aleksander Sapieha (1888-1976), aviador;
- Andrzej Józef Sapieha (1894–1945), participou da Guerra Polaco-Soviética, era membro do Armia Krajowa;
- Andrzej Sapieha (1539-1621), Grande Vice-portador Real da Taça da Lituânia, castelão de Minsk e voivoda de Polotsk e Smolensk;
- Anna Zofia Sapieha (1799-1864), esposa de Adam Jerzy Czartoryski;
- Arabella Theresa Sapieha (1960), Princesa Sapieha-Rozanski;
- Bohdan Sapieha, várias pessoas;
- Eustachy Kajetan Sapieha (1797–1860), participou da revolta de novembro, politicamente vinculado ao " Hôtel Lambert ";
- Eustachy Sapieha (1881-1963), político, Ministro dos Negócios Estrangeiros polonês 1920-1921;
- Eustachy Seweryn Sapieha (1916-2004), caçador e historiador da família Sapieha;
- Franciszek Sapieha (1772–1829), general, participou da revolta de Kościuszko;
- Fryderyk Sapieha (1599-1650), voivoda de Mścisław e podkomorzy de Vitebsk;
- Kazimierz Lew Sapieha (1607-1656), Marechal da Coroa, filho de Lew Sapieha;
- Jan Andrzej Sapieha (1910–1989), chefe da Casa Sapieha,[7] participou da Guerra de Defesa de 1939;
- Jan Fryderyk Sapieha (1680-1751), Grande Registrador da Lituânia;
- Jan Kazimierz Sapieha, o Velho (?–1730), Grande Hetman da Lituânia;
- Jan Kazimierz Sapieha, o Jovem, (ca. 1642–1720), Hetman de campo;
- Jan Pavel Sapieha-Rozanski (1935) chefe da Casa Sapieha,[7] em algum momento foi embaixador da Bélgica no Brasil;[8]
- Jan Piotr Sapieha (1569-1611), oficial real polonês;
- Jan Stanisław Sapieha (1589–1635), Marechal da Corte da Lituânia, Grande Marechal da Lituânia;
- Józef Sapieha, participou da Guerra Polaco-Soviética;
- Karol Władysław Sapieha (1920-1941), piloto das Forças Aéreas polonesas na Grã-Bretanha na Segunda Guerra Mundial;
- Kazimierz Nestor Sapieha (1757-1798), ativista político e general;
- Leon Aleksander Sapieha (1883-1944), proprietário, membro do Sejm e membro do Związek Walki Zbrojnej e do Armia Krajowa;
- Leon Roman Sapieha (1915-1940), piloto das Forças Aéreas polonesas na Grã-Bretanha na Segunda Guerra Mundial;
- Leon Sapieha (1803-1878), ativista político e economista;
- Lew Jerzy Sapieha (1913-1990), poeta e escritor;
- Lew Sapieha (1557-1633), Chanceler da Corte e Grande Hetman da Lituânia;
- Maria Sapieha (1910-2009), ativista social;
- Michał Franciszek Sapieha (1670–1700), General e Koniuszy;
- Mikołaj Krzysztof Sapieha (1613-1639), voivoda de Minsk;
- Mikołaj Sapieha (1581–1644), voivoda de Minsk e de Brześć Litewski e castelão de Vilnius;
- Mikołaj Sapieha (1588-1638), voivoda de Minsk e de Nowogródek;
- Paola Maria de Bourbon Orléans e Bragança Sapieha (1983), modelo e designer de produto, esposa do fotógrafo de moda Príncipe Constantin Swiatopolk-Czetwertyński;[8]
- Paweł Jan Sapieha (1609-1665), voivoda do Witebsk e Vilnius, Grande Hetman da Lituânia;
- Paweł Maria Sapieha (1900–1987), participou da Guerra Polaco-Soviética;
- Paweł Sapieha (1860-1934), viajante e primeiro presidente da Cruz Vermelha polonesa;
- Paweł Stefan Sapieha (1565-1635), vice-chanceler da Lituânia;
- Róża Maria Sapieha (1921-1944), membro do Armia Krajowa, ela participou da revolta de Varsóvia de 1944;
- Stanisław Sapieha (1896-1919), defensor de Lwów;
- Teresa Sapieha (falecido c.1784), esposa de Hieronim Florian Radziwiłł e Joachim Karol Potocki;
- Tomasz Sapieha (1598-1646), voivoda de Wenden e de Nowogródek;
- Władysław Leon Sapieha (1853-1920), proprietário de terras e ativista social.

## Palácios

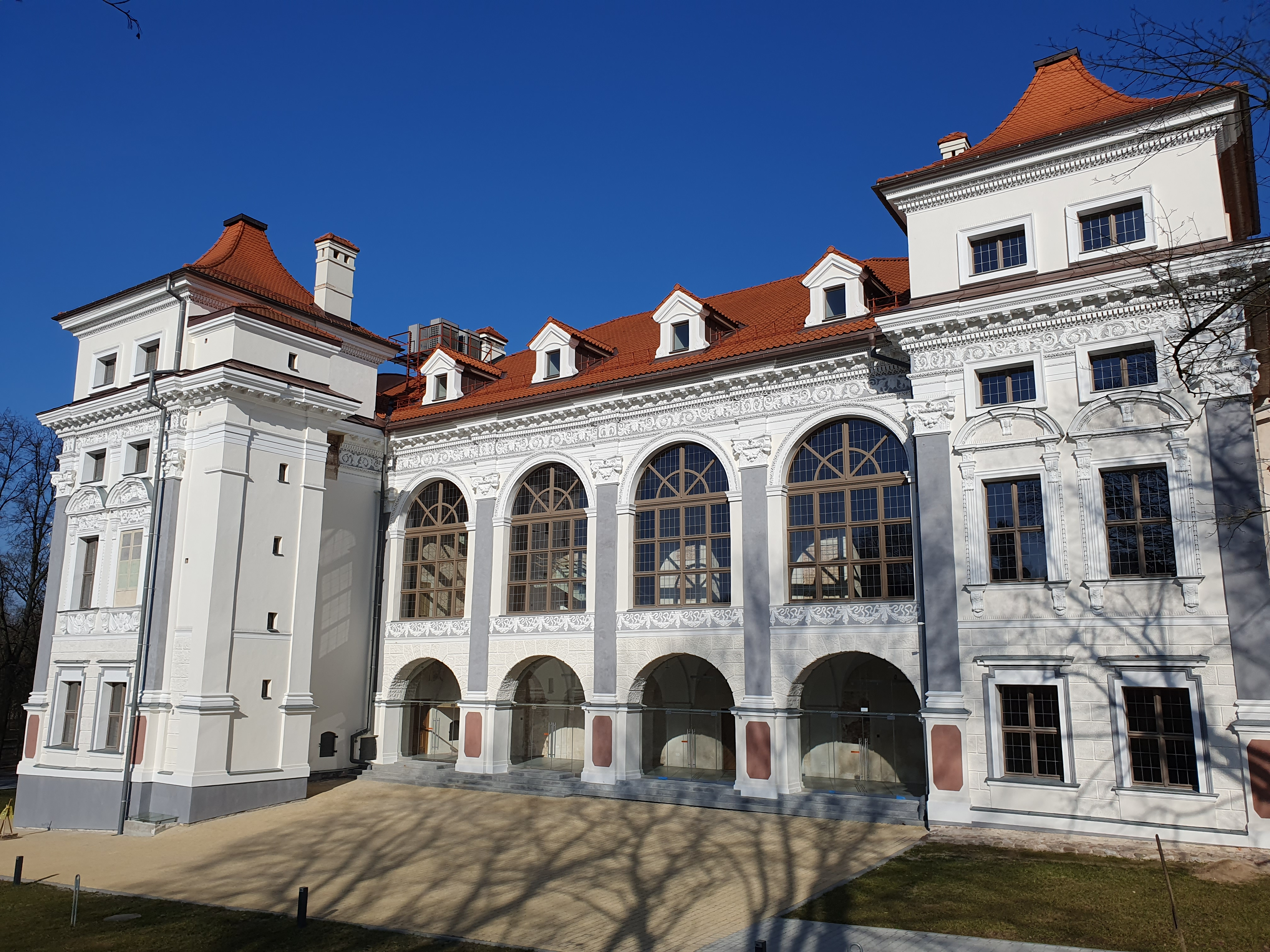
Palácio Sapieha em Vilnius
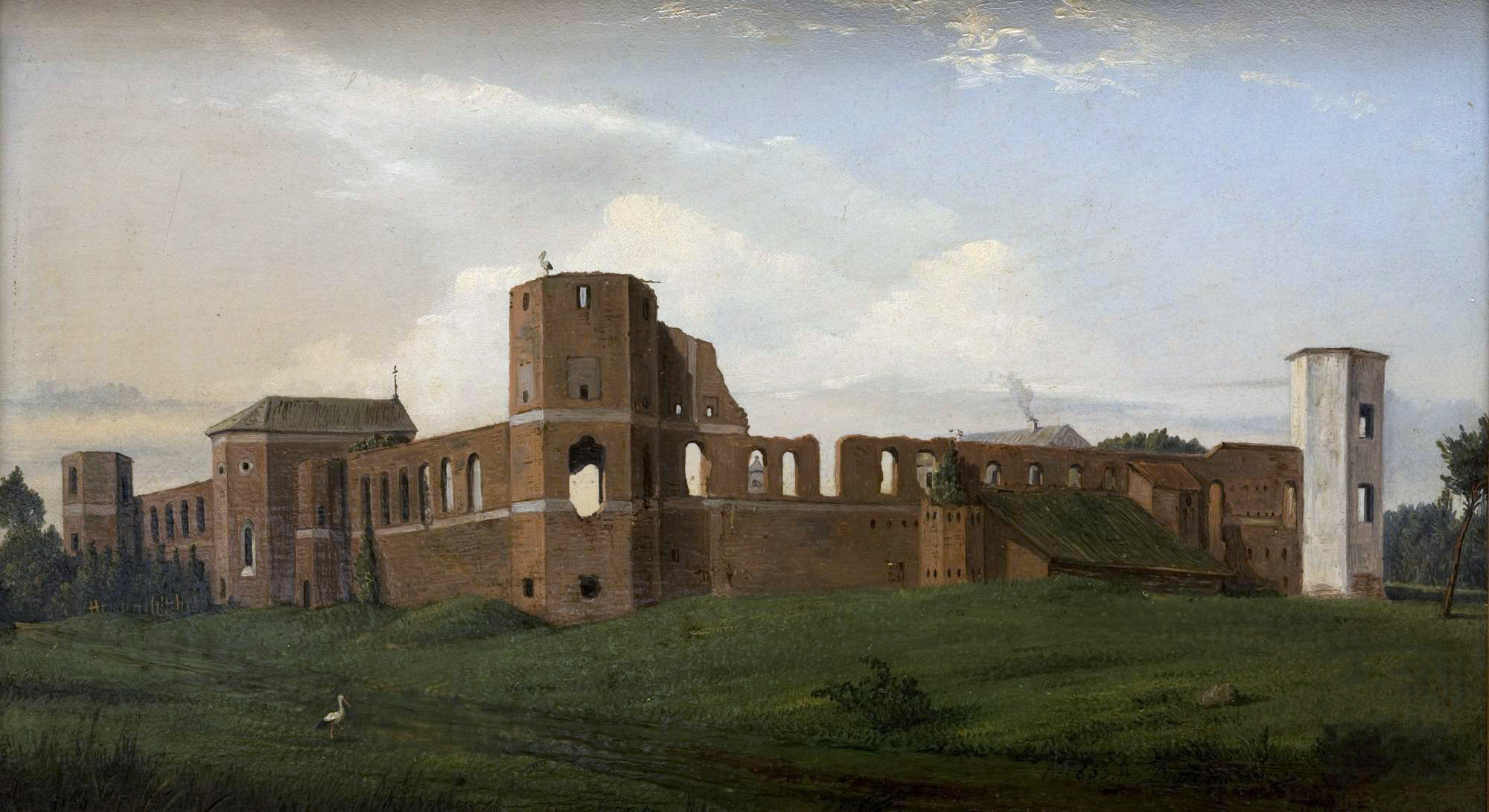
Ruínas do castelo em Holszany (1853)
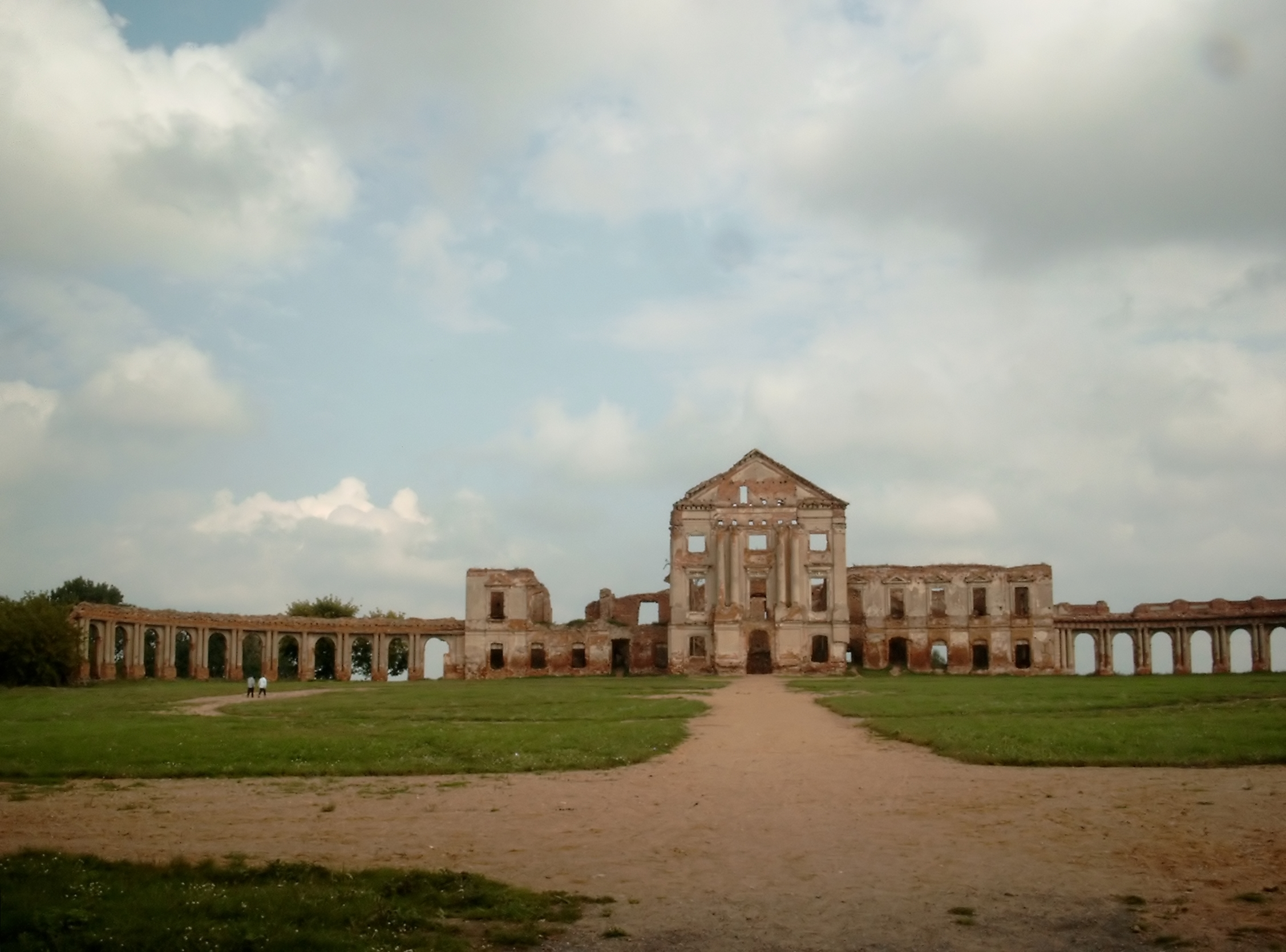
Palácio de Aleksander Sapieha em Ružany
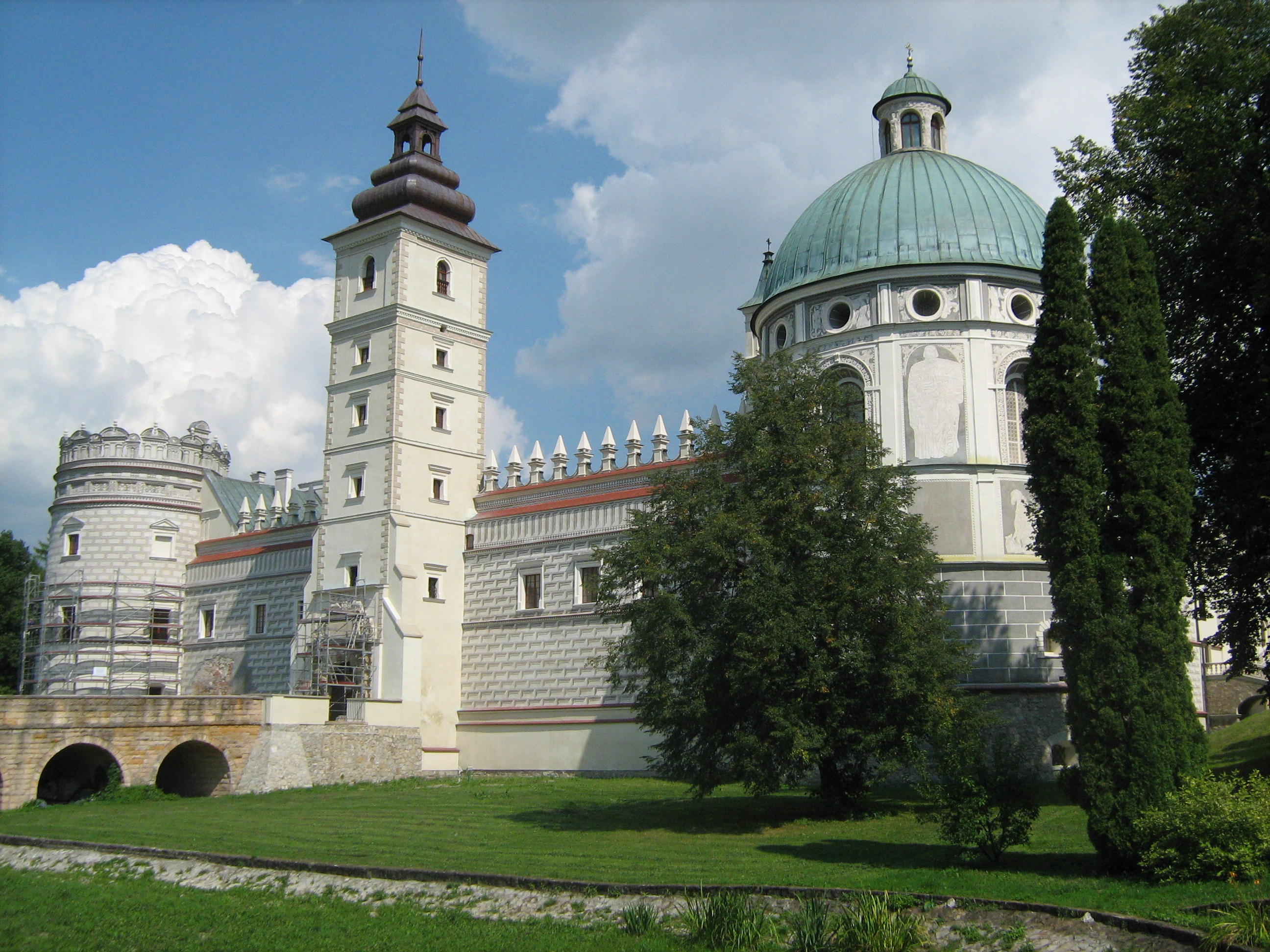
Castelo de Krasicki e Sapieha em Krasiczyn
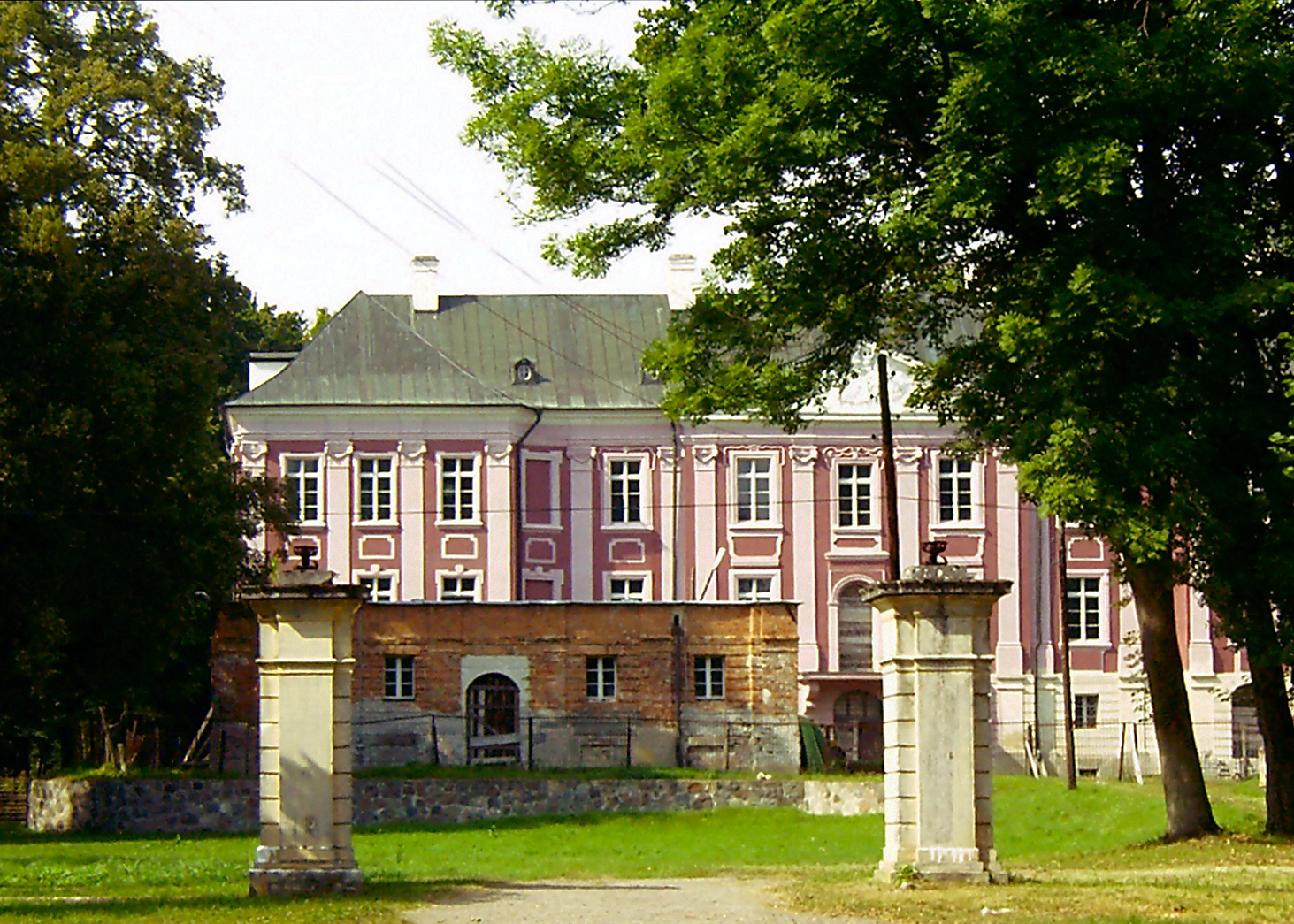
Palácio Sapieha em Wieleń
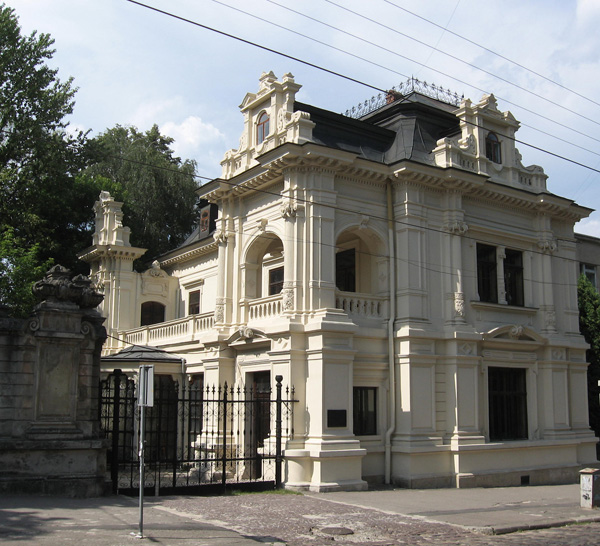
Palácio Sapieha em Lviv
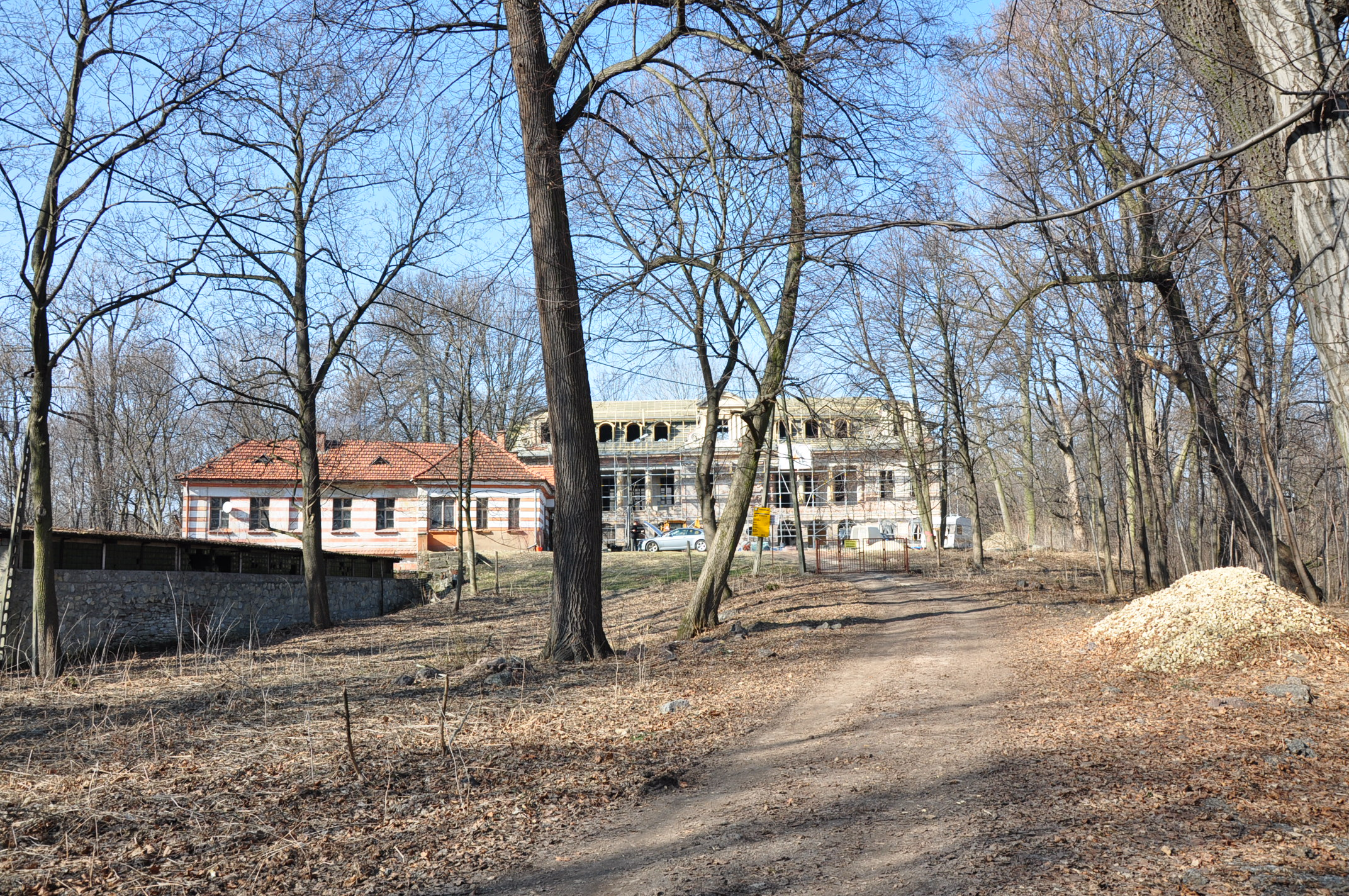
Palácio em Bobrek
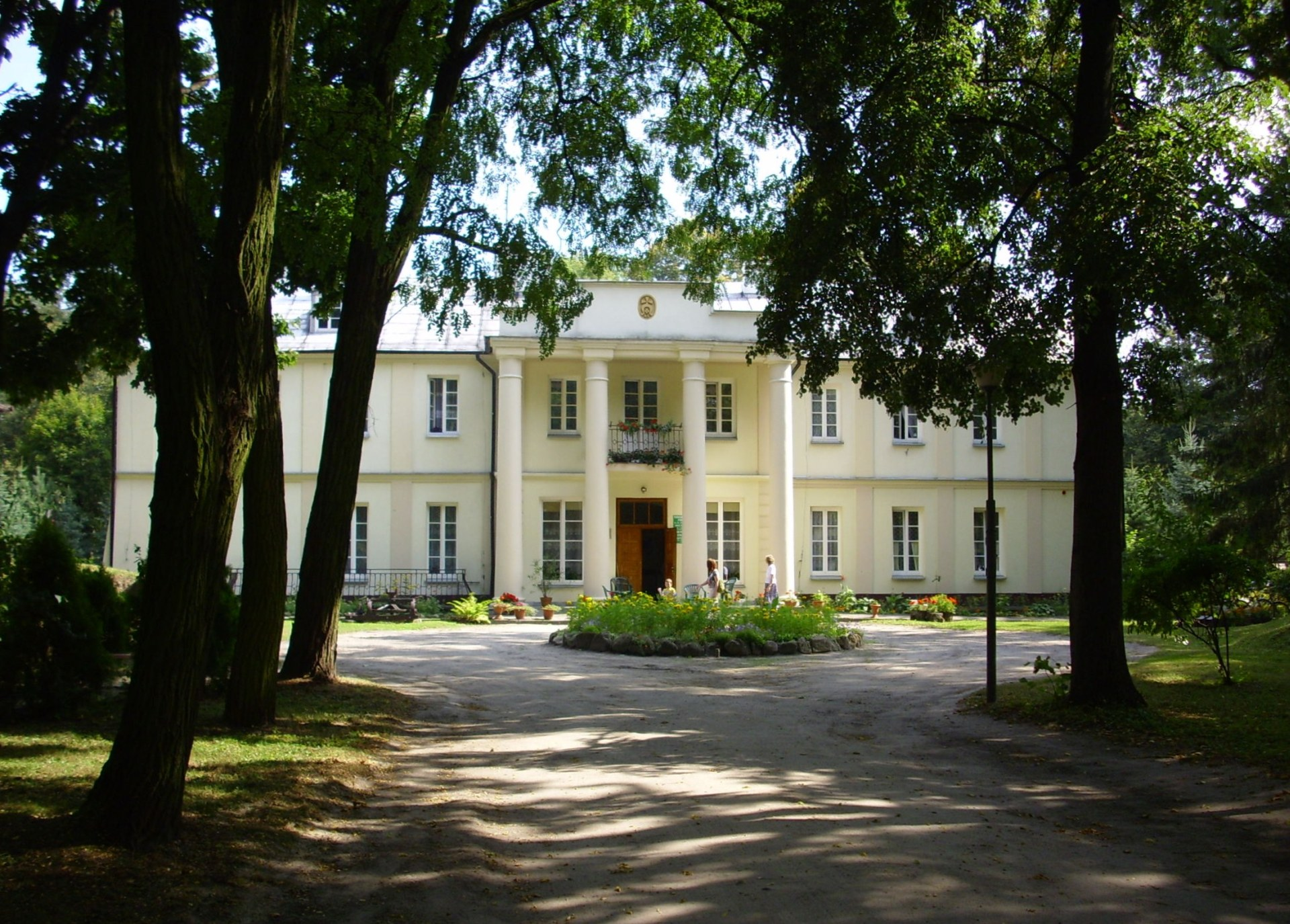
Palácio "Placencja", residência de verão em Kodeń
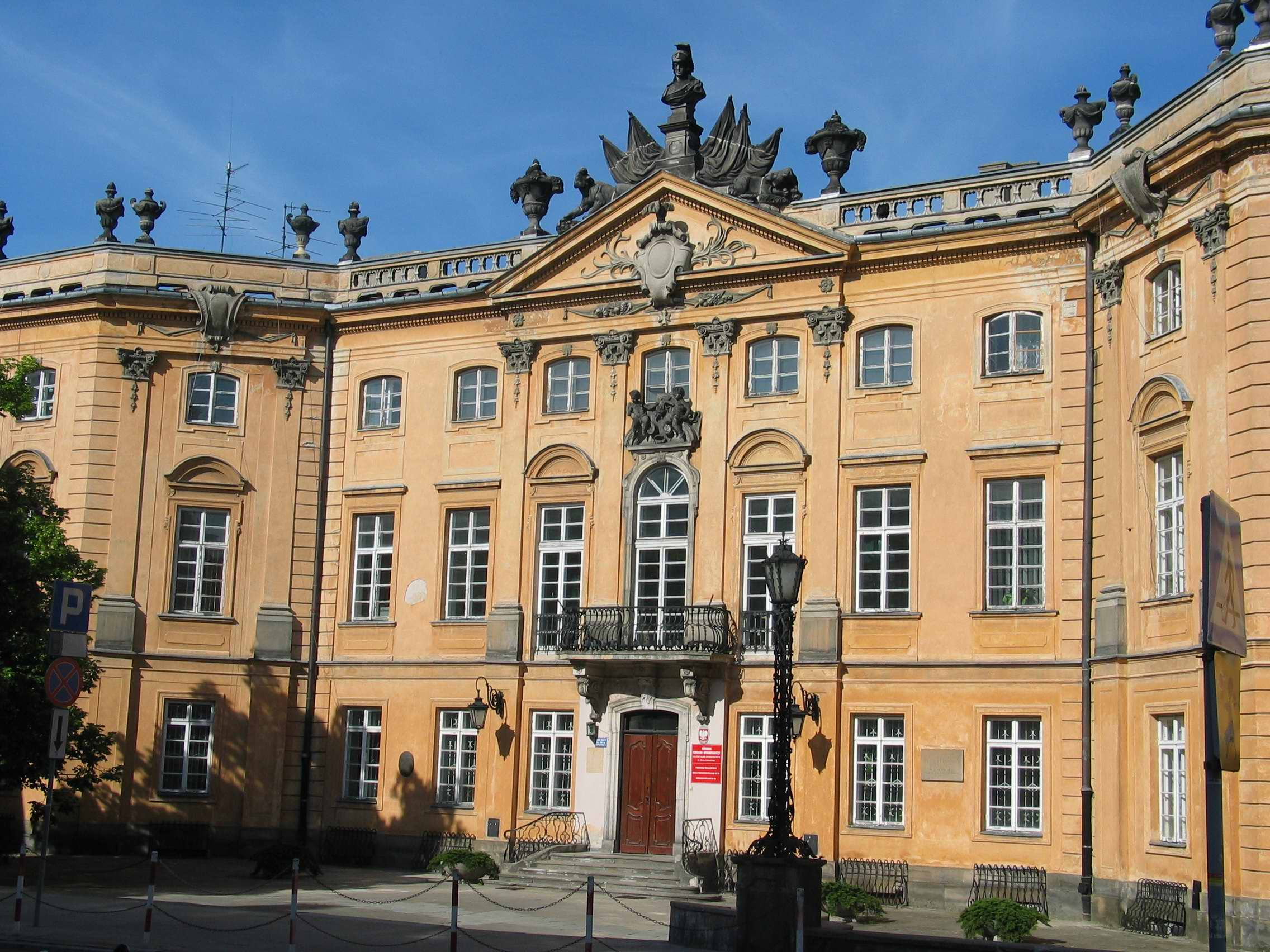
Palácio de Jan Fryderyk Sapieha em Varsóvia
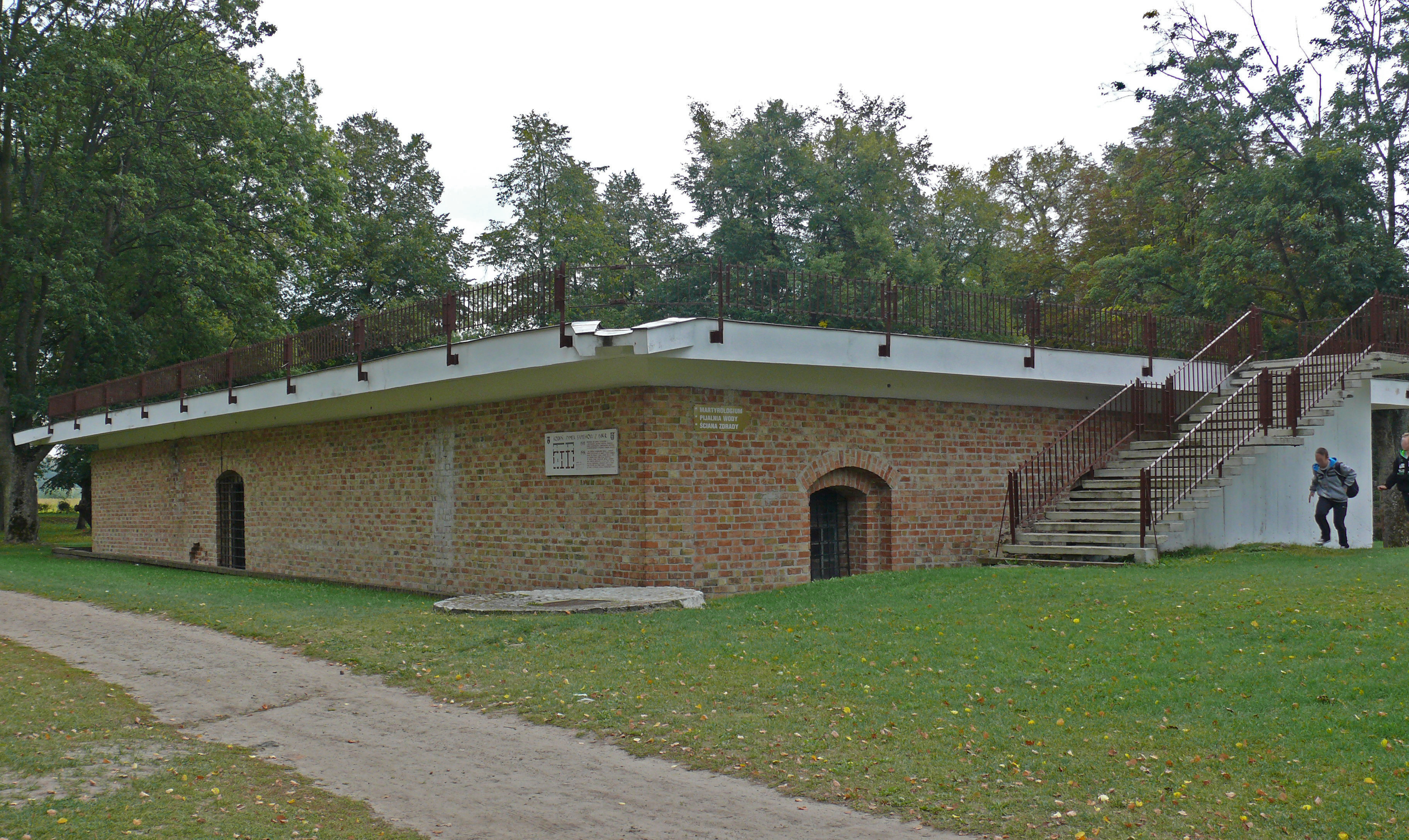
Restos do castelo em Kodeń
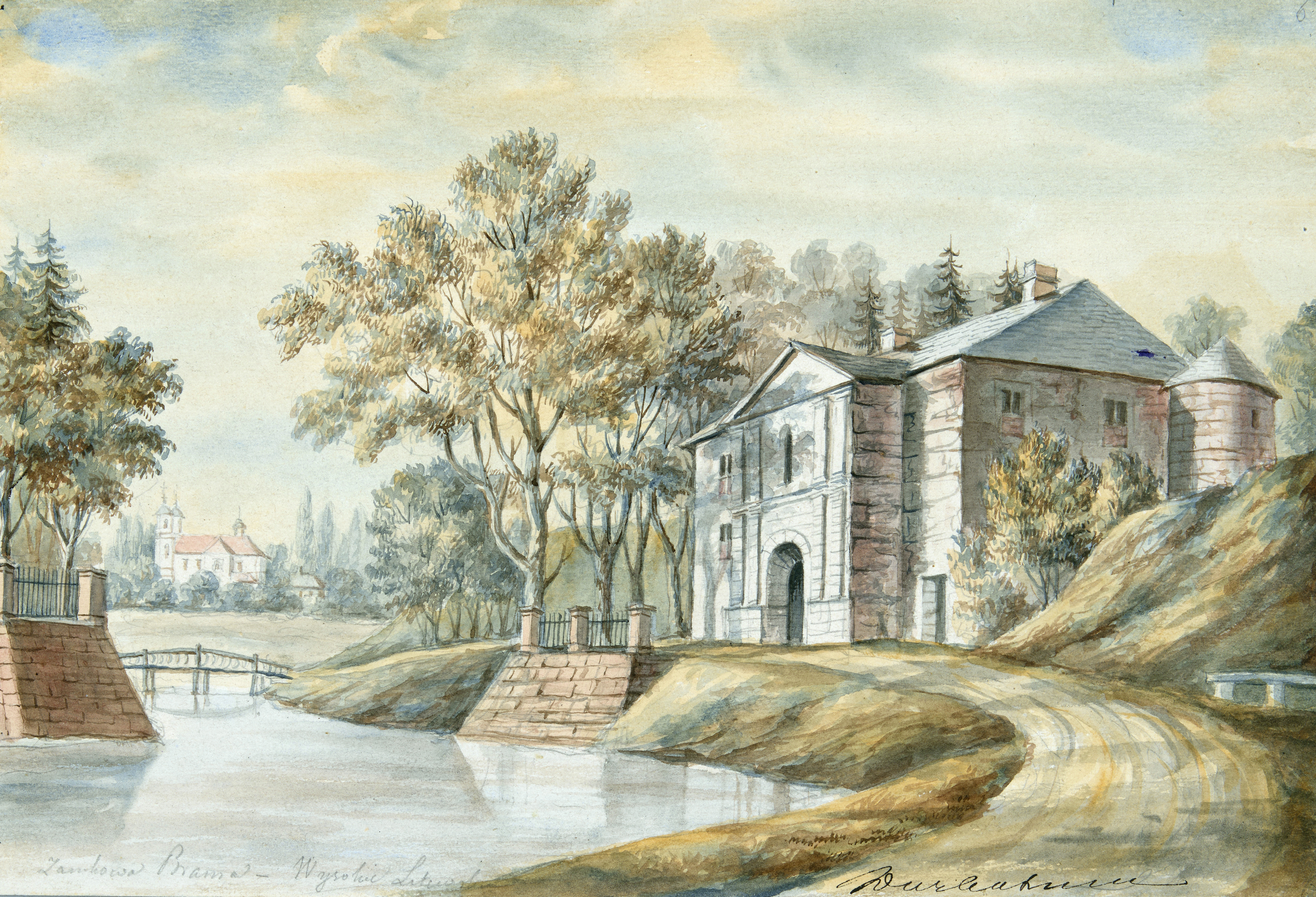
Castelo em Wysokie
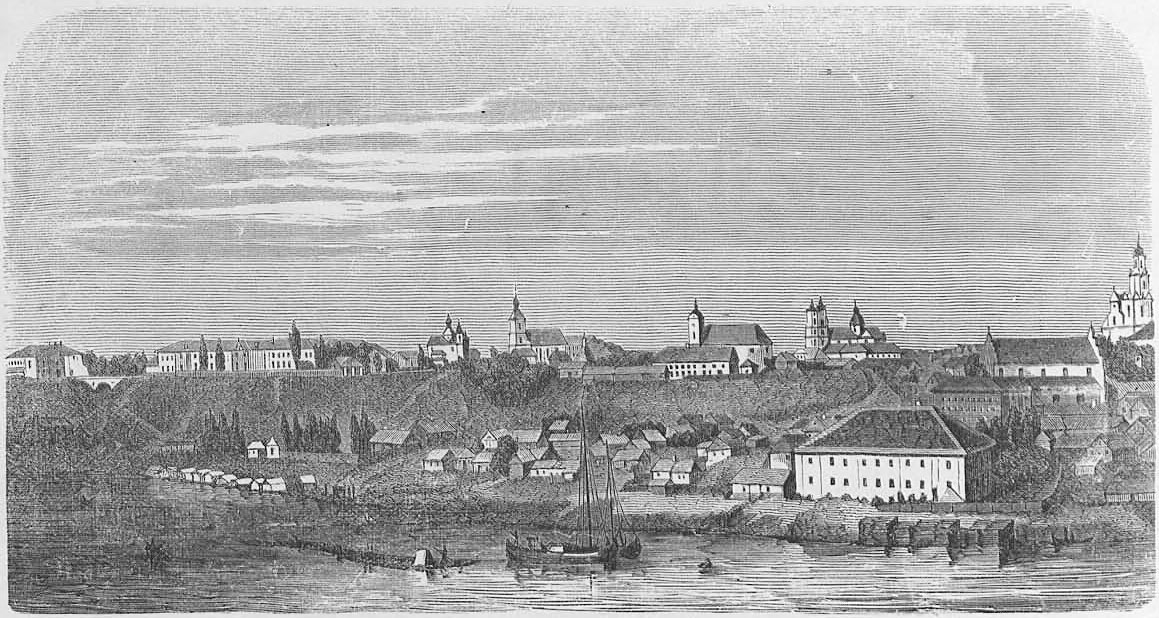
Palácio em Grodno